# Xenelaphis hexagonotus
Xenelaphis hexagonotus — вид змій родини полозових (Colubridae). Мешкає в Південно-Східній Азії.

## Опис
Xenelaphis hexagonotus — велика змія довжиною 2 м. Верхня частина тіла темно-коричнева, з боків на передній частині тіла є короткі чорні смуги, нижня частина тіла біла.

## Поширення і екологія
Xenelaphis hexagonotus мешкають на Малайському півострові, на Суматрі, Яві, Калімантані і сусідніх островах, на території Малайзії, Індонезії, Брунею, Таїланду і Сінгапуру, можливо також М'янми. Вони живуть у вологих рівнинних тропічних лісах, в заболочених і мангрових лісах, на болотах, трапляються на плантаціях і рисових полях, на висоті до 200 м над рівнем моря. Ведуть водний спосіб життя, живляться гризунами, птахами, амфібіями і рибою.